# Quotidiani in Italia
Di seguito vengono elencati i quotidiani pubblicati in Italia. I dati relativi alla diffusione dei quotidiani in Italia sono rilevati da Accertamenti diffusione stampa (ADS).

## Diffusione

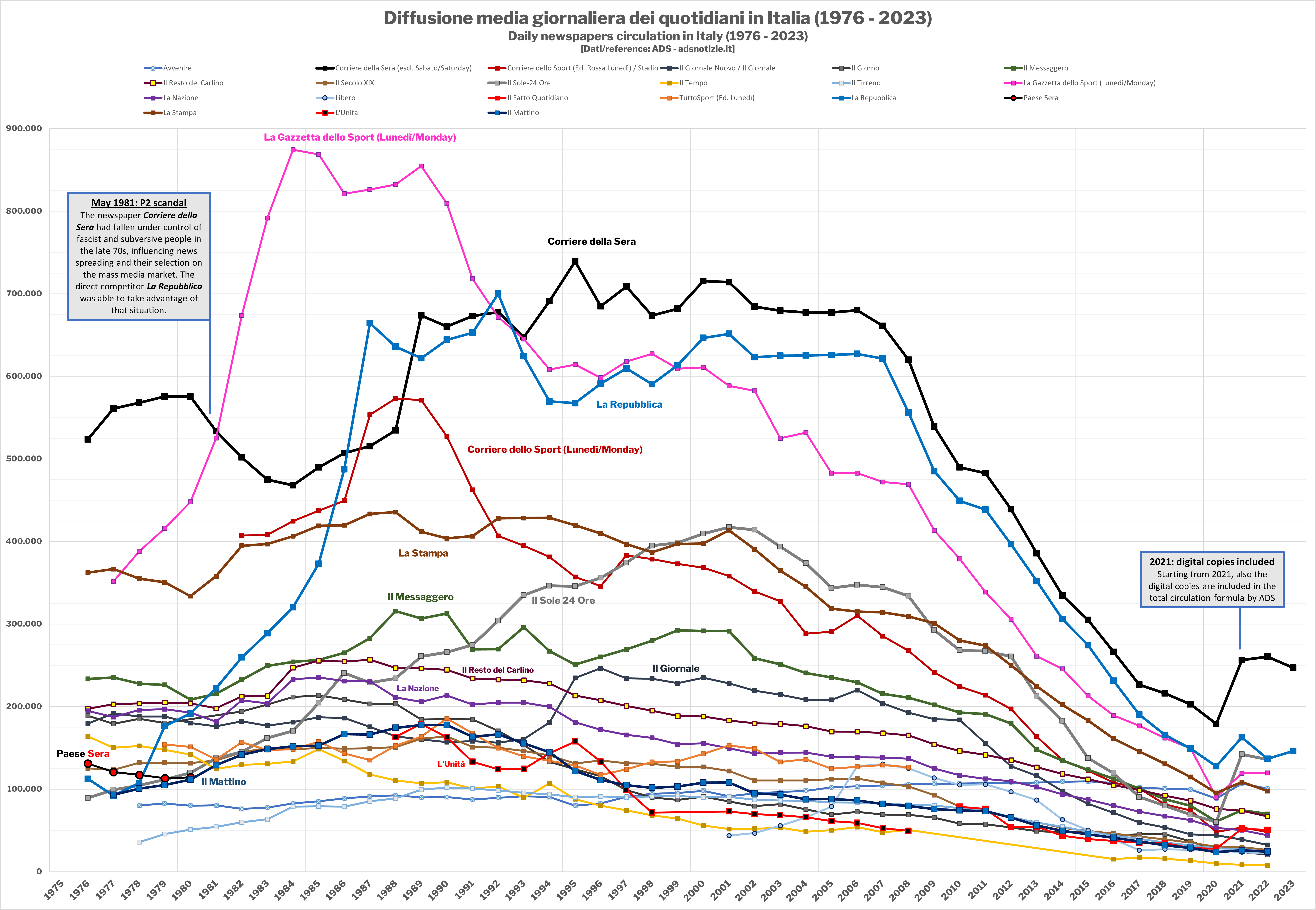

### Diffusione nazionale
Principali quotidiani nazionali con diffusione cartacea superiore alle 20 000 copie (dicembre 2017) di Accertamenti Diffusione Stampa:
| Testata                     | Tiratura | Diffusione cartacea | Diffusione digitale | Totale diffusione | Città   |
| --------------------------- | -------- | ------------------- | ------------------- | ----------------- | ------- |
| Corriere della Sera         | 322 826  | 226 453             | 70 794              | 297 247           | Milano  |
| la Repubblica               | 292 365  | 190 260             | 30 160              | 220 420           | Roma    |
| La Gazzetta dello Sport     | 252 250  | 166 998             | 10 659              | 177 657           | Milano  |
| Il Sole 24 Ore              | 130 903  | 87 632              | 87 615              | 175 247           | Milano  |
| La Stampa                   | 214 691  | 145 734             | 25 046              | 170 780           | Torino  |
| Avvenire                    | 134 916  | 102 007             | 8 848               | 110 855           | Milano  |
| Il Messaggero               | 144 337  | 100 569             | 8 477               | 109 046           | Roma    |
| il Resto del Carlino        | 133 113  | 98 813              | 1 754               | 100 567           | Bologna |
| Corriere dello Sport-Stadio | 197 623  | 89 287              | 1 224               | 90 511            | Roma    |
| il Fatto Quotidiano         | 85 441   | 57 889              | 10 662              | 68 551            | Roma    |
| il Giornale                 | 120 738  | 59 698              | 1 412               | 61 110            | Milano  |
| Tuttosport                  | 134 884  | 55 550              | 1 191               | 56 741            | Torino  |
| Il Mattino                  | 54 526   | 36 717              | 2 896               | 39 613            | Napoli  |
| Italia Oggi                 | 63 101   | 26 499              | 1 467               | 27 966            | Milano  |
| Libero                      | 79 550   | 26 167              | 869                 | 27 036            | Milano  |
| La Verità                   | 66 631   | 21 500              | 595                 | 22 095            | Milano  |

Secondo il rapporto FIEG 2013 sulla Stampa in Italia, ogni giorno, si vendono quasi 4 milioni di copie di quotidiani, letti da una media di circa 22,5 milioni di italiani (circa 6 lettori per copia).
Nel 2023, secondo l'Autorità per le garanzie nelle comunicazioni (AgCom), i quotidiani italiani hanno venduto in media giornalmente 1,41 milioni di copie.
Un rapporto presentato nel 2016 dall'Associazione stampatori italiani giornali (ASIG) mostra che la diffusione dei quotidiani italiani, che era di 3,4 milioni di copie giornaliere nel 2014, è scesa nel 2015 a 2,8 milioni (- 17%). Dal 2011 al 2016 i ricavi dei quotidiani sono calati del 30% mentre per i periodici i ricavi si sono ridotti del 20%.
Nel 2017 si è registrato un ulteriore calo di 400 000 copie cartacee al giorno; il totale è sceso da 2,6 a 2,2 milioni. Considerate le 335.000 copie digitali, la diffusione totale si è attestata poco sopra i 2,5 milioni di copie.
Il 2018 è stato un anno molto difficile sul fronte degli introiti pubblicitari. Il fatturato del comparto quotidiani ha registrato un calo del -6,3% nel periodo gennaio-dicembre 2018 paragonato al 2017.
Il 2019 è andato ancora peggio: nell'anno solare la pubblicità è calata del 9,7%.
Secondo i dati ADS al settembre 2024, le prime dieci testate nazionali hanno registrato una perdita media di copie vendute (cartacee o digitali) pari al 10.2% anno su anno.

### Diffusione locale
I principali quotidiani italiani a diffusione regionale, interregionale e provinciale a gennaio 2019 sono:
| Testata                      | Regione                        | Diffusione media |
| ---------------------------- | ------------------------------ | ---------------- |
| Dolomiten                    | Alto Adige                     | 42 937           |
| Alto Adige ‒ Trentino        | Trentino-Alto Adige            | 16 290           |
| L'Adige                      | Trentino-Alto Adige            | 21 850           |
| Il Giorno                    | Lombardia                      | 45 655           |
| La Provincia (Como)          | Lombardia                      | 23 826           |
| La Provincia (Cremona)       | Lombardia                      | 14 954           |
| La Provincia Pavese          | Lombardia                      | 12 417           |
| La Gazzetta di Mantova       | Lombardia                      | 20 664           |
| L'Eco di Bergamo             | Lombardia                      | 36 863           |
| Giornale di Brescia          | Lombardia                      | 29 434           |
| Corriere delle Alpi          | Veneto, Belluno                | 5 217            |
| L'Arena (Verona)             | Veneto                         | 33 351           |
| Il Giornale di Vicenza       | Veneto                         | 30 345           |
| Il Gazzettino (Venezia)      | Veneto, Friuli-Venezia Giulia  | 59 366           |
| La Nuova di Venezia e Mestre | Veneto                         | 8 708            |
| Il Mattino di Padova         | Veneto                         | 19 469           |
| La Tribuna di Treviso        | Veneto                         | 11 688           |
| Messaggero Veneto            | Friuli-Venezia Giulia          | 40 713           |
| Il Piccolo (Trieste)         | Friuli-Venezia Giulia          | 24 083           |
| Libertà (Piacenza)           | Emilia-Romagna                 | 20 910           |
| La Gazzetta di Parma         | Emilia-Romagna                 | 29 633           |
| Gazzetta di Reggio           | Emilia-Romagna                 | 9 149            |
| Gazzetta di Modena Nuova     | Emilia-Romagna                 | 8 176            |
| La Nuova Ferrara             | Emilia-Romagna                 | 6 846            |
| Il Secolo XIX                | Liguria                        | 44 161           |
| La Nazione                   | Toscana, Umbria, La Spezia     | 73 917           |
| Il Telegrafo                 | Toscana                        | 1 457            |
| Il Tirreno                   | Toscana                        | 41 202           |
| Corriere dell'Umbria         | Umbria, Toscana, Lazio         | 10 810           |
| Corriere Adriatico           | Marche                         | 14 940           |
| Il Centro                    | Abruzzo                        | 13 084           |
| Il Tempo                     | Lazio, Abruzzo, Molise         | 17 299           |
| La Gazzetta del Mezzogiorno  | Basilicata, Puglia             | 21 738           |
| Il Quotidiano del Sud        | Basilicata, Calabria, Campania | 6 303            |
| Nuovo Quotidiano di Puglia   | Puglia                         | 11 433           |
| Gazzetta del Sud             | Sicilia, Calabria              | 22 844           |
| La Sicilia                   | Sicilia                        | 19 879           |
| Giornale di Sicilia          | Sicilia                        | 16 284           |
| Quotidiano di Sicilia        | Sicilia                        | 19 686           |
| L'Unione Sarda               | Sardegna                       | 45 257           |
| La Nuova Sardegna            | Sardegna                       | 34 478           |

### Quotidiani di partito
Sono i quotidiani di partiti e movimenti politici che abbiano il proprio gruppo parlamentare in una delle camere o rappresentanze nel Parlamento europeo, o che siano espressione di minoranze linguistiche riconosciute, avendo almeno un rappresentante in un ramo del Parlamento italiano, ovvero che, essendo state in possesso di tali requisiti, abbiano percepito i contributi alla data del 31 dicembre 2005:
- Avanti!, organo del Partito Socialista Italiano (online dal 2012)
- La Discussione, organo della Democrazia Cristiana per le Autonomie
- Secolo d'Italia, fino al 2009 organo di AN (online dal 2012)
- l'Occidentale, organo di Identità e Azione (online)
- Rivoluzione liberale, organo del Partito Liberale Italiano (online)

Fonti: FNSI; Marco Marsili, La rivoluzione dell'informazione digitale in rete, Bologna, 2009, pagg. 91 e segg.

### Quotidiani editi da una cooperativa
Sono i quotidiani o periodici di organi di movimenti politici editi da imprese trasformatesi in cooperativa entro il 1º dicembre 2012:
- Area;
- Avvenire;
- Il Denaro;
- Il Foglio;
- Il Dubbio;
- il manifesto;
- L'Identità
- L'Opinione delle libertà, vicino al Partito Liberale Italiano;
- Roma;
- La Voce di Mantova;
- Il Secolo d'Italia, ex organo di partito del Movimento Sociale Italiano, oggi vicino a Fratelli d'Italia.[13]

#### Finanziamenti pubblici all'editoria
Lo Stato italiano stanzia ogni anno dei contributi alle imprese editrici di quotidiani e periodici, nell'ottica del raggiungimento di un effettivo pluralismo dell'informazione. La normativa si è modificata nel tempo come segue:
- La legge 5 agosto 1981 n. 416 (Disciplina delle imprese editrici e provvidenze per l'editoria) stabilisce la corresponsione alle testate quotidiane di un contributo fisso per ogni copia stampata[14] (art. 22), aumentata del 15% se la testata è edita da una cooperativa giornalistica. Per i periodici, la legge autorizza la corresponsione di contributi in relazione ai quantitativi di carta utilizzati per la stampa (art. 24);
- La legge n. 67 del 1987 contiene la prima indicazione dei giornali di partito come categoria a sé stante. Essa prevede lo stanziamento di contributi finanziari pubblici alle «imprese editrici di quotidiani o periodici che, attraverso esplicita menzione riportata in testata, risultino essere organi di partiti politici rappresentati in almeno un ramo del Parlamento» (art. 9, c. 6).  Infine, il comma 14 impone che i contributi siano corrisposti alternativamente per un quotidiano o un periodico. La legge in oggetto considera “organi di partito”, oltre a quotidiani e periodici, anche le emittenti radiofoniche;
- La legge 7 agosto 1990, n. 250 (Provvidenze per l'editoria, ecc.) allarga l'applicabilità del finanziamento pubblico all'organo ufficiale di un partito italiano presente al Parlamento europeo. In questo caso è sufficiente che il partito abbia eletto a Strasburgo anche un solo parlamentare[15]; la norma estende i contributi di legge alle «imprese editrici di giornali quotidiani la cui maggioranza del capitale sia detenuta da cooperative, fondazioni o enti morali non aventi scopo di lucro». Inoltre stabilisce che il contributo sia pari a 0,2 euro per copia stampata fino a 30 000 copie di tiratura media;
- La legge 28 dicembre 1995, n. 549, allarga la base delle imprese aventi diritto ai contributi, includendo anche «le agenzie di stampa quotidiane costituite in forma di cooperative di giornalisti» a prescindere dalle modalità di trasmissione;
- La legge 23 dicembre 2000, n. 388 (legge finanziaria per il 2001) fornisce una nuova definizione dei soggetti aventi diritto ai contributi (art. 153): «imprese editrici di quotidiani e periodici, anche telematici che, [...] risultino essere organi o giornali di forze politiche che abbiano il proprio gruppo parlamentare in una delle Camere o rappresentanze nel Parlamento europeo o siano espressione di minoranze linguistiche riconosciute, avendo almeno un rappresentante in un ramo del Parlamento italiano nell'anno di riferimento dei contributi». Inoltre configura un nuovo soggetto: la cooperativa il cui «oggetto sociale sia costituito esclusivamente dall'edizione di quotidiani o periodici organi di movimenti politici». Tale tipologia di cooperativa va a formare un elenco a sé stante di destinatari di provvidenze per l'editoria. L'entità dei contributi pubblici indirizzati a tali società è calcolata in base ai costi sostenuti dall'impresa nell'ultimo anno di esercizio (mentre per le cooperative di giornalisti preesistenti i contributi sono basati sulla tiratura media giornaliera). Il decreto di attuazione (d.P.R. 7 novembre 2001, n. 460) ha favorito la trasformazione in cooperative per tutte le imprese che intendono chiedere finanziamenti pubblici[15];
- La legge finanziaria per il 2007 ha equiparato le emittenti radiofoniche ai giornali di partito. Le leggi successive hanno progressivamente ridotto l'entità delle sovvenzioni pubbliche ai giornali;
- Il decreto legge n. 112/2008 ha abolito il criterio della tiratura: ogni anno lo Stato deciderà la somma da stanziare per il sostegno all'editoria. Il sistema di contribuzione diretta ha cessato di esistere il 31 dicembre 2014 (d. l. 6 dicembre 2011, n. 201).

### Quotidiani a distribuzione gratuita
- Metro
- Leggo

### Quotidiani online

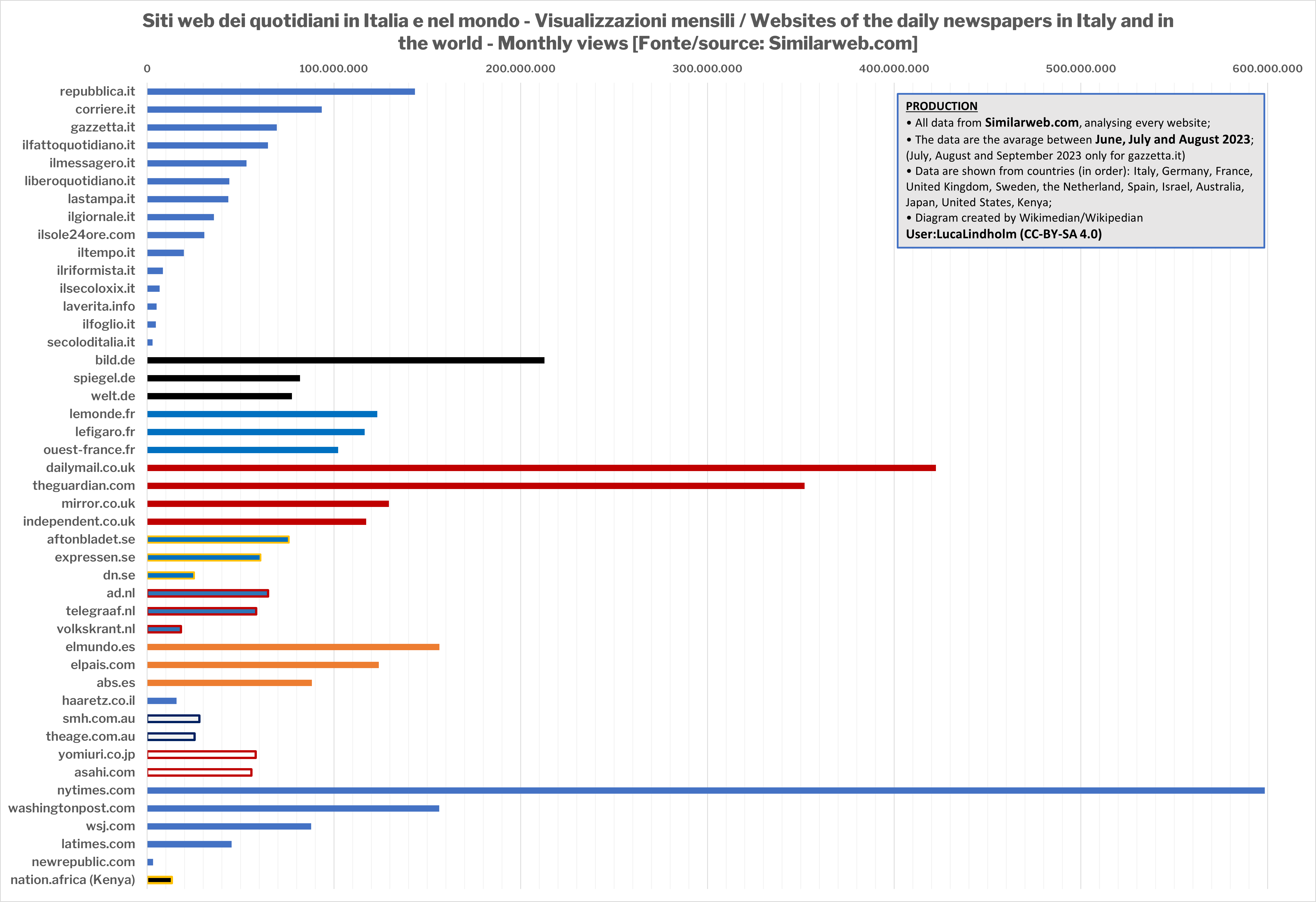
Visualizzazioni dei siti web dei quotidiani italiani e del mondo, dati di Similarweb di giugno-luglio-agosto 2023.

Il primo giornale on-line sul web è stato L'Unione Sarda, nato in concomitanza col quotidiano Punto Informatico (pubblicato inizialmente tramite il sistema bbs), che sin dal luglio 1994 ha pubblicato regolarmente contenuti su Internet.
Da un'indagine ISTAT sui quotidiani online, in Italia nel 2003 erano disponibili 145 testate online, di cui 91 corrispondevano a quotidiani con versione a stampa e 54 erano quotidiani esclusivamente online. Di queste 145 testate, 122 (84,1%) erano a carattere generalista, mentre 22 (15,2%) erano quotidiani specialistici (economia, sport, scienze, e altro).
Il primo rapporto Agcom sui siti d'informazione italiani è stato pubblicato nel 2018. L'Autorità garante della concorrenza ha rilevato come il mercato sia polverizzato tra numerose piccole testate e che l'ammontare dei ricavi non sia ancora sufficiente per creare economie di scala.
La società Audiweb si occupa della rilevazione della fruizione dei siti web nazionali. Il parametro adottato per la misurazione è la total digital audience. Secondo le rilevazioni Audiweb, i primi dieci siti italiani di notizie più visitati nel settembre 2018 sono stati:
1. Corriere della Sera
2. Il Messaggero
3. la Repubblica
4. Citynews (piattaforma web d'informazione)
5. TGCOM24
6. FanPage.it
7. Il Fatto Quotidiano
8. Donna Moderna
9. La Stampa
10. La Gazzetta dello Sport

Anche la società ComScore rileva ogni mese il dato di fruizione dei siti d'informazione italiani. A differenza di Audiweb, che monitora solo i siti iscritti al servizio, ComScore svolge una rilevazione completa dei siti d'informazione. Nel mese di settembre 2018 la rilevazione evidenzia una classifica con importanti differenze rispetto ad Audiweb.
Nel mese di settembre 2019 la vendita di quotidiani in formato digitale è stata pari a circa 153.000 unità, in flessione del 7% su base annua. Rispetto al settembre 2015, quando vennero vendute 205.000 copie, la flessione si è attestata al 25%.
Un'indagine attinente non al numero di utenti unici, ma all'autorevolezza percepita dei singoli giornali digitali, è stata condotta da BrandToday. L'analisi in questione si è basata sul numero di ricerche su Google delle chiavi-brand dei dieci siti di informazione generalista più letti online nel mese di gennaio 2021. Dalla ricerca sono emerse profonde differenze tra la classifica basata sul numero di lettori e quella di BrandToday, incentrata invece sul numero di ricerche online. Di seguito l'esito dello studio e, tra parentesi, la variazione di posizionamento del singolo quotidiano rispetto a quello desunto dai dati di Audiweb di dicembre 2020:
1. La Repubblica (+1)
2. Corriere della Sera (-1)
3. Ansa (+5)
4. Il Fatto Quotidiano (+1)
5. La Stampa (+2)
6. Il Giornale (+3)
7. Il Messaggero (-3)
8. TGCOM24 (-5)
9. Leggo (+1)
10. Fanpage.it (-4)